# グロリアムンディ
グロリアムンディ（欧字名:Gloria Mundi、2018年3月13日 - ）は、日本の競走馬。主な勝ち鞍は2023年のダイオライト記念、平安ステークス。
馬名の意味は、バラの品種名。

## 戦績

### 2歳（2020年）
2020年10月18日、京都競馬場第5競走の2歳新馬戦（芝2000m）で、鞍上に福永祐一を迎えてデビューし勝利。初の重賞挑戦で出走した11月28日の京都2歳ステークスは単勝1番人気に支持されたが、後方からの追い込みが間に合わず、ワンダフルタウンの4着に敗れた。

### 3歳（2021年）
1月23日の若駒ステークスより始動し3着。2月28日のすみれステークスで2着に敗れた後は条件クラスに戻ったが、そこでも勝利を挙げることはできなかった。10月17日の阪神競馬場・3歳以上1勝クラスで6着に敗れた後、陣営はダート路線への転向を決断。転向初戦となった12月4日の阪神競馬場・3歳以上1勝クラス（ダート2000m）は好位から上り最速の脚を繰り出し、新馬戦以来となる1年2か月ぶりの勝利を収めた。ミルコ・デムーロとの新コンビで挑んだ2週間後の2勝クラス・香取特別も勝利し、2連勝で3歳シーズンを終えた。

### 4歳（2022年）
シーズン初戦として1月10日の雅ステークスに、鞍上クリスチャン・デムーロとのコンビで出走。好位からの差し切り勝ちで3連勝でのオープン入りを飾った。鞍上に福永が復帰した3月21日の名古屋城ステークスも勝利し、オープン戦初勝利。4月17日、久々の重賞挑戦でアンタレスステークスに出走。鞍上は新たに坂井瑠星を迎えた。単勝1番人気に支持されたが、ゴール手前でオメガパフュームに交わされ半馬身差の2着に惜敗した。初のGI賞挑戦・8か月ぶりの芝戦で出走した6月26日の宝塚記念は見せ場なく12着惨敗。その後半年ほど休養し、復帰戦となった年末のチャンピオンズカップは単勝2番人気に支持されたが、前半の位置取りで苦労したことが響き2戦連続の12着に沈んだ。

### 5歳（2023年）
5歳初戦として、3月15日に船橋競馬場で行われたダイオライト記念（JpnII）に出走。初コンビとなる川田将雅を鞍上に迎え、1番人気に推されたレースでは中団を追走。直線入り口で抜群の手応えのまま先頭に躍り出ると、逃げ粘った4番人気テリオスベルを9馬身差突き放して優勝。重賞初制覇を果たした。鞍上の川田は前日に行われた黒船賞に続いて2日連続のダートグレード競走制覇となった。続く平安ステークスでもハギノアレグリアスを2馬身1/2差で連勝を飾った。
秋は9月10日に海外初遠征となる韓国・ソウル競馬場で行われるコリアカップへ出走。坂井瑠星とのコンビで臨むもクラウンプライドの2着となった。その後はチャンピオンズカップにクリストフ・ルメールとのコンビで出走するも13着と大敗。続く同月29日の東京大賞典ではトム・マーカンドに乗り替わったが6着と敗れて、5歳シーズンを終える。

### 6歳（2024年）
6歳初戦はこの年より4月に移行した川崎記念から始動し、平安ステークス、プロキオンステークス（この年は小倉・ダート1700m）に出走するもいずれも着外に敗れた。休養を挟み秋初戦は10月20日のブラジルカップ（リステッド競走、東京ダート2100m）に鞍上に北村宏司で出走し、トップハンデ58.5kgながら直線で先頭に立つと最後まで粘りこみ、メイプルリッジの追撃を首差抑えきり1着となり、前年の平安ステークス以来の勝利を収めた。続く3年連続出走となるチャンピオンズカップは9着に敗れた。

### 7歳（2025年）
7歳初戦はダートグレード競走の佐賀記念となり、鞍上に佐賀所属の山口勲が騎乗したが4着となった。このレースが中央競馬所属としては最終戦となり、2月20日付でJRAの競走馬登録を抹消され、船橋競馬場・川島正一厩舎に移籍した。
移籍初戦の船橋・皐月盃は3着に敗れたが、2戦目の6月19日川崎・中原オープンは逃げて2着に7馬身差を付ける圧勝で移籍後初勝利をあげた。

## 競走成績
以下の内容は、JBISサーチ、netkeiba.comおよび韓国馬事会の情報に基づく。
| 競走日     | 競馬場 | 競走名           | 格     | 距離（馬場）  | 頭 数 | 枠 番 | 馬 番 | オッズ （人気） | 着順 | タイム （上り3F） | 着差 | 騎手          | 斤量 [kg] | 1着馬（2着馬）         | 馬体重 [kg] |
| ---------- | ------ | ---------------- | ------ | ------------- | ----- | ----- | ----- | --------------- | ---- | ----------------- | ---- | ------------- | --------- | ---------------------- | ----------- |
| 2020.10.18 | 京都   | 2歳新馬          |        | 芝2000m（稍） | 11    | 3     | 3     | 002.90（1人）   | 01着 | R2:05.8（35.1）   | -0.2 | 0福永祐一     | 55        | （ダノンハイファイブ） | 476         |
| 0000.11.28 | 阪神   | 京都2歳S         | GIII   | 芝2000m（良） | 10    | 5     | 5     | 003.80（1人）   | 04着 | R2:02.0（35.1）   | -0.4 | 0福永祐一     | 55        | ワンダフルタウン       | 482         |
| 2021.01.23 | 中京   | 若駒S            | L      | 芝2000m（重） | 7     | 7     | 7     | 002.10（1人）   | 03着 | R2:04.3（37.9）   | -0.5 | 0福永祐一     | 56        | ウインアグライア       | 486         |
| 0000.02.28 | 阪神   | すみれS          | L      | 芝2200m（良） | 8     | 3     | 3     | 005.10（2人）   | 02着 | R2:12.8（34.8）   | -0.4 | 0福永祐一     | 56        | ディープモンスター     | 480         |
| 0000.04.03 | 阪神   | アザレア賞       | 1勝    | 芝2400m（良） | 8     | 2     | 2     | 001.70（1人）   | 04着 | R2:26.8（34.3）   | -0.5 | 0福永祐一     | 56        | リーブルミノル         | 476         |
| 0000.06.12 | 中京   | 春日井特別       | 1勝    | 芝2200m（良） | 8     | 4     | 4     | 002.40（1人）   | 06着 | R2:12.9（35.3）   | -1.0 | 0福永祐一     | 53        | イクスプロージョン     | 486         |
| 0000.06.27 | 阪神   | 3歳上1勝クラス   |        | 芝2200m（良） | 11    | 7     | 8     | 003.40（2人）   | 02着 | R2:13.4（34.9）   | -0.1 | 0福永祐一     | 53        | プリュムドール         | 484         |
| 0000.10.17 | 阪神   | 3歳上1勝クラス   |        | 芝2000m（良） | 8     | 1     | 1     | 003.80（2人）   | 06着 | R2:03.9（36.9）   | -1.0 | 0福永祐一     | 55        | ダノンドリーマー       | 490         |
| 0000.12.04 | 阪神   | 3歳上1勝クラス   |        | ダ2000m（良） | 11    | 7     | 8     | 004.50（2人）   | 01着 | R2:06.7（38.4）   | -0.7 | 0福永祐一     | 56        | （ショウナンアーチー） | 502         |
| 0000.12.18 | 中山   | 香取特別         | 2勝    | ダ2400m（稍） | 16    | 7     | 13    | 003.50（2人）   | 01着 | R2:34.3（38.5）   | -0.0 | 0M.デムーロ   | 54        | （ダノンラスター）     | 494         |
| 2022.01.10 | 中京   | 雅S              | 3勝    | ダ1800m（良） | 10    | 7     | 7     | 004.30（2人）   | 01着 | R1:50.9（37.1）   | -0.1 | 0C.デムーロ   | 56        | （ハヤブサナンデクン） | 502         |
| 0000.03.21 | 中京   | 名古屋城S        | OP     | ダ1800m（稍） | 16    | 7     | 13    | 001.90（1人）   | 01着 | R1:51.8（37.0）   | -0.3 | 0福永祐一     | 57        | （メイショウドヒョウ） | 504         |
| 0000.04.17 | 阪神   | アンタレスS      | GIII   | ダ1800m（良） | 16    | 7     | 13    | 003.60（1人）   | 02着 | R1:50.6（36.9）   | -0.1 | 0坂井瑠星     | 56        | オメガパフューム       | 496         |
| 0000.06.26 | 阪神   | 宝塚記念         | GI     | 芝2200m（良） | 17    | 8     | 16    | 142.3（13人）   | 12着 | R2:11.9（37.1）   | -2.2 | 0福永祐一     | 58        | タイトルホルダー       | 496         |
| 0000.12.04 | 中京   | チャンピオンズC  | GI     | ダ1800m（良） | 16    | 1     | 1     | 007.70（2人）   | 12着 | R1:53.0（37.1）   | -1.1 | 0R.ムーア     | 57        | ジュンライトボルト     | 504         |
| 2023.03.15 | 船橋   | ダイオライト記念 | JpnII  | ダ2400m（良） | 14    | 1     | 1     | 002.20（1人）   | 01着 | R2:37.2（39.1）   | -1.8 | 0川田将雅     | 56        | （テリオスベル）       | 501         |
| 0000.05.20 | 京都   | 平安S            | GIII   | ダ1900m（稍） | 16    | 1     | 2     | 002.80（1人）   | 01着 | R1:59.8（39.4）   | -0.4 | 0川田将雅     | 58        | （ハギノアレグリアス） | 510         |
| 0000.09.10 | ソウル | コリアC          | G3     | ダ1800m（良） | 15    | 15    | 15    | 004.40（2人）   | 02着 | R1:53.2（38.3）   | -1.7 | 0坂井瑠星     | 57        | Crown Pride            | 512         |
| 0000.12.03 | 中京   | チャンピオンズC  | GI     | ダ1800m（良） | 15    | 4     | 6     | 018.90（8人）   | 13着 | R1:52.1（38.3）   | -1.5 | 0C.ルメール   | 58        | レモンポップ           | 506         |
| 0000.12.29 | 大井   | 東京大賞典       | GI     | ダ2000m（良） | 9     | 7     | 7     | 028.00（7人）   | 06着 | R2:08.3（38.4）   | -1.0 | 0T.マーカンド | 57        | ウシュバテソーロ       | 490         |
| 2024.04.03 | 川崎   | 川崎記念         | JpnI   | ダ2100m（重） | 11    | 6     | 6     | 005.00（2人）   | 09着 | R2:19.9（43.6）   | -4.4 | 0坂井瑠星     | 57        | ライトウォーリア       | 507         |
| 0000.05.18 | 京都   | 平安S            | GIII   | ダ1900m（良） | 16    | 5     | 10    | 018.10（9人）   | 08着 | R1:58.0（37.3）   | -0.6 | 0幸英明       | 57        | ミトノオー             | 510         |
| 0000.07.07 | 小倉   | プロキオンS      | GIII   | ダ1700m（良） | 16    | 8     | 15    | 039.30（7人）   | 12着 | R1:44.5（39.0）   | -1.8 | 0幸英明       | 58        | ヤマニンウルス         | 512         |
| 0000.10.20 | 東京   | ブラジルC        | L      | ダ2100m（良） | 13    | 8     | 12    | 018.10（8人）   | 01着 | R2:10.5（37.9）   | -0.1 | 0北村宏司     | 58.5      | （メイプルリッジ）     | 500         |
| 0000.12.01 | 中京   | チャンピオンズC  | GI     | ダ1800m（良） | 16    | 8     | 15    | 258.0（16人）   | 09着 | R1:51.3（37.6）   | -1.2 | 0北村宏司     | 58        | レモンポップ           | 502         |
| 2025.02.06 | 佐賀   | 佐賀記念         | JpnIII | ダ2000m（重） | 11    | 4     | 4     | 011.60（6人）   | 04着 | R2:09.5（38.8）   | -0.8 | 0山口勲       | 58        | メイショウフンジン     | 511         |
| 0000.05.06 | 船橋   | 皐月盃           | OP     | ダ2200m（不） | 12    | 3     | 3     | 001.30（1人）   | 03着 | R2:25.3（41.3）   | -1.3 | 0御神本訓史   | 58        | テンカハル             | 506         |
| 0000.06.19 | 川崎   | 中原OP           | OP     | ダ2000m（良） | 14    | 2     | 2     | 001.70（1人）   | 01着 | R2:09.0（38.5）   | -1.4 | 0御神本訓史   | 56        | （グリューヴルム）     | 509         |

- 海外の競走の「枠番」欄にはゲート番を記載
- 海外のオッズ・人気は現地主催者発表のもの（日本式のオッズ表記とした）
- 競走成績は2025年6月19日現在

## 血統表
| グロリアムンディの血統                     | グロリアムンディの血統                             | グロリアムンディの血統                 | （血統表の出典）                       | （血統表の出典）  |
| 父系                                       | キングマンボ系                                     | キングマンボ系                         | キングマンボ系                         | [ § 2 ]           |
| 父 キングカメハメハ 2001 鹿毛 北海道早来町 | 父の父Kingmambo 1990 鹿毛 アメリカ                 | Mr. Prospector                         | Raise a Native                         | Raise a Native    |
| 父 キングカメハメハ 2001 鹿毛 北海道早来町 | 父の父Kingmambo 1990 鹿毛 アメリカ                 | Mr. Prospector                         | Gold Digger                            |                   |
| 父 キングカメハメハ 2001 鹿毛 北海道早来町 | 父の父Kingmambo 1990 鹿毛 アメリカ                 | Miesque                                | Nureyev                                | Nureyev           |
| 父 キングカメハメハ 2001 鹿毛 北海道早来町 | 父の父Kingmambo 1990 鹿毛 アメリカ                 | Miesque                                | Pasadoble                              |                   |
| 父 キングカメハメハ 2001 鹿毛 北海道早来町 | 父の母*マンファス Manfath 1991 黒鹿毛 アイルランド | *ラストタイクーン                      | *トライマイベスト                      | *トライマイベスト |
| 父 キングカメハメハ 2001 鹿毛 北海道早来町 | 父の母*マンファス Manfath 1991 黒鹿毛 アイルランド | *ラストタイクーン                      | Mill Princess                          |                   |
| 父 キングカメハメハ 2001 鹿毛 北海道早来町 | 父の母*マンファス Manfath 1991 黒鹿毛 アイルランド | Pilot Bird                             | Blakeney                               | Blakeney          |
| 父 キングカメハメハ 2001 鹿毛 北海道早来町 | 父の母*マンファス Manfath 1991 黒鹿毛 アイルランド | Pilot Bird                             | The Dancer                             |                   |
| 母 *ベットーレ 2009 鹿毛 イタリア          | 母の父Blu Air Force 1997 鹿毛 アイルランド         | Sri Pekan                              | Red Ransom                             | Red Ransom        |
| 母 *ベットーレ 2009 鹿毛 イタリア          | 母の父Blu Air Force 1997 鹿毛 アイルランド         | Sri Pekan                              | Lady Godolphin                         |                   |
| 母 *ベットーレ 2009 鹿毛 イタリア          | 母の父Blu Air Force 1997 鹿毛 アイルランド         | Carillon Miss                          | The Minstrel                           | The Minstrel      |
| 母 *ベットーレ 2009 鹿毛 イタリア          | 母の父Blu Air Force 1997 鹿毛 アイルランド         | Carillon Miss                          | Sex Appeal                             |                   |
| 母 *ベットーレ 2009 鹿毛 イタリア          | 母の母Happy Sue 2003 鹿毛 アイルランド             | City On a Hill                         | Rahy                                   | Rahy              |
| 母 *ベットーレ 2009 鹿毛 イタリア          | 母の母Happy Sue 2003 鹿毛 アイルランド             | City On a Hill                         | *ヴィルダモーレ                        |                   |
| 母 *ベットーレ 2009 鹿毛 イタリア          | 母の母Happy Sue 2003 鹿毛 アイルランド             | Fun Lover                              | Lahib                                  | Lahib             |
| 母 *ベットーレ 2009 鹿毛 イタリア          | 母の母Happy Sue 2003 鹿毛 アイルランド             | Fun Lover                              | Funun                                  |                   |
| 母系(F-No.)                                | (FN:8-i)                                           | (FN:8-i)                               | (FN:8-i)                               | [ § 3 ]           |
| 5代内の近親交配                            | Northern Dancer：5･5×5 Sex Appeal：5×4             | Northern Dancer：5･5×5 Sex Appeal：5×4 | Northern Dancer：5･5×5 Sex Appeal：5×4 | [ § 4 ]           |
| 出典                                       | 1. 2. 3. 4.                                        | 1. 2. 3. 4.                            | 1. 2. 3. 4.                            | 1. 2. 3. 4.       |

- 母ベットーレは伊G3カルロキエーザ賞勝ち馬。